# Gustav Heinrich Wiedemann
Gustav Heinrich Wiedemann (Berlín, 2 de octubre de 1826 - Leipzig, 24 de marzo de 1899) fue un físico alemán. Destacan sus investigaciones en electricidad y magnetismo.

## Vida
Después de asistir al gimnasio de Colonia, en 1944 entró en la Universidad de Berlín y tres años más tarde consiguió el doctorado. Su tesis trataba el tema de la química orgánica, y en ella expresaba su opinión de que el estudio de la química era una tarea imprescindible para la física, siendo este el fin último de la tesis.
En Berlín entabló amistad con H. von Helmholtz, y fue uno de los fundadores de la Sociedad Física de Berlín. En 1864 abandonó Berlín y fue profesor de física en la Universidad de Basilea, y en 1866 en la Politécnica de Karlsruhe. En 1871 aceptó un puesto como profesor de fisicoquímica en Leipzig. Su atención a la química al inicio de su carrera le permitió desempañar este cargo, pero se sintió más cómodo en 1887 cuando fue transferido como profesor de física.
Su hijo mayor, Eilhard Ernst Gustav, quien nació en Berlín el 1 de agosto de 1852, fue profesor de física en Erlangen en 1886, y su hijo menor, Alfred, nació en Berlín el 18 de julio de 1856, y fue profesor de egiptología en 1892 en la ciudad de Bonn.

## Obra
La fama de Wiedemann vino sobre todo a raíz de su trabajo literario. En 1877 retomó, sucediendo a J. C. Poggendorff, la dirección de la revista científica Annalen der Physik und Chemie. También es responsable del libro Die Lehre von der Elektricitdt (o como fue llamado en un primer momento: Lehre von Galvanismus and Elektromagnetismus). La primera edición fue publicada en 1961.
Sin embargo, su trabajo de investigación fue muy importante. Sus datos de la conductividad térmica en varios metales fue durante mucho tiempo, y con diferencia, el más fiable, siendo también remarcable su determinación del "ohm" en términos de la resistencia específica del mercurio. Wiedemann llevó a cabo una serie de investigaciones magnéticas en las que descubrió algunos fenómenos; desde el efecto de la tensión mecánica sobre las propiedades magnéticas de los metales, hasta la relación entre la composición química de los cuerpos compuestos y sus propiedades magnéticas, pasando por el curioso paralelistmo entre las leyes de torsión y las del magnetismo. También investigó la endósmosis eléctrica y la resistencia eléctrica de los electrolitos. Se le considera el inventor del test de Biuret